# Kristian Dahl
Kristian Anton Anders Dahl (døbt  Christian; født 29 marts 1861 i Gimsing, Ringkøbing Amt, død 18. oktober 1934 i København) var en dansk journalist, redaktør, forfatter og formand for det Danske Journalistforbund.

## Familie
Dahls forældre var lærer Jørgen Dahl (1809-87) og hustru Signe Constantia Ægidius (1824-82). Kristian blev gift 1. gang 16.10.1885 med Olga Ulrikke Hasselbalch (1862-1915), 2. gang 21.11.1913 med Johanne Josephine Goldschmidt (1884-1959).

## Biografi
Kristian Dahl tog præliminæreksamen i 1878 i Thisted, og blev derpå ansat på by- og herredsfogedkontoret i Holstebro, hvor han også læste til artium. Han opgav læsningen og rejste til København. for at tage juridisk eksamen, men afbrød også disse studier i 1885, hvor han blev engageret til Folketeatret og spillede mindre roller indtil 1887. Han havde allerede i 1884 fået nogle småting trykt i Julius Schiøtts ugeblad Nordstjernen. I 1888 inledte han så sin livsbane som journalist på Politiken, en journalistisk virksomhed der strakte sig over 42 år ved samme blad. Han debuterede med nogle udstillingsartikler og blev derefter en uhyre flittig, grundig og saglig sikker medarbejder. Han var en af de mest benyttede penne ved bladet med sitt mærke, Plutus, såvel i storreportage og i det økonomiske og kommunalpolitiske stof. I de urolige år med hyppige konflikter mellem arbejdsgivere og arbejdere var det Dahls opgave at bringe bladets læsere underretning på disse områder.
Kristian Dahl havde udpræget repræsentative og organisatoriske evner, som bragte ham ind i ledelsen af journalisternes organisationer. Han var 1902 blevet medlem af journalistforeningens bestyrelse og 1903 foreningens næstformand. Han valgtes 1905 til en mangeårig post som formand for Københavns Journalistforbund, stiftet året før af Henrik Cavling. Han lagde et stort arbejde i ledelsen af journalistforbundet, der med den årlige Rundskuedag i København - fra 1910 tilrettelagt og organiseret af Dahl som et kulturelt oplysningsværk - opnåede en økonomisk basis af stor betydning, der muliggjorde løsningen af de mange opgaver som forbundet efterhånden påtog sig til de arbejdende journalisters gavn - rejsestipendier, sommerhuse, pensionssag, arbejdsløshedshjælp, enkeforsorg m.m. I alt dette arbejde var Dahl den initiativrige og energiske fører og leder, ligesom hans smidige forhandlingsevne ofte hjembragte resultater ved forhandlinger med udgiverne om forbedringer i journalisternes økonomiske forhold (sygepenge, ferier osv.). Han valgtes i 1918 til formand for den nystiftede Sammenslutning af skandinaviske Journalistforeninger. 1919 blev han valgt til formand for journalistforeningen med det formål at finde udveje til en sammenslutning af de to foreninger, men disse forsøg mødte modstand, og 1924 opgav Dahl foreningen og helligede sig ledelsen af forbundet indtil han i 1930 trak sig tilbage fra både bladet og organisationsarbejdet. Han hædredes af journalistforbundet med udnævnelsen til æresmedlem. I tilknytning til stillingen som forbundets formand havde Dahl tillige været formand for Danske journalisters fællesrepræsentation, Den danske presses fællesråd, Nordisk journalistkomité, Københavnske journalisters pensionsfond m.m.
En enkelt bog foreligger fra Dahls hånd, en skildring om Edison, hans Liv og hans Opfindelser, 1897.